# Hide (Einheit)
Das Hide (altenglisch hîde) oder hide of land war ein angelsächsisches Flächen- und Feldmaß und außer in England auch in den Vereinigten Staaten in Anwendung. Der Name wurde vom altenglischen Begriff hiwisc (Familie, Haushalt) abgeleitet und bezeichnete ursprünglich eine Fläche, die von einer Familie bewirtschaftet werden konnte und diese versorgte. Diese „Gehöftgröße“ betrug zumeist ca. 40 ha, konnte aber zwischen 24 und 48 ha variieren.

## Geschichte
Spätestens im 7. Jahrhundert wurde sowohl die Größe individuellen Besitzes als auch, z. B. im Tribal Hidage, die Größe von Königreichen in Hides angegeben. Mit der Erfassung des Grundbesitzes im Burghal Hidage war im 9. Jahrhundert die Verpflichtung der hydars bzw. hidarii zu Bau und Besatzung von Festungen und Verpflegung der Truppen verbunden.
Im 11. Jahrhundert hatte sich die Situation dahingehend gewandelt, dass oftmals vier, manchmal mehr als acht Familien auf einem Hide ihr Auskommen finden mussten. Insbesondere im Westen hatten sich aber auch hide farms (ungeteilte Gehöfte) erhalten aus denen nach der normannischen Eroberung Englands 1066 die „manors“ (Herrensitz, Landgut) hervorgingen. In einigen ländlichen Gebieten wurde das Hide in kommunalen Kontexten bis ins 19. Jahrhundert als Maßeinheit verwendet.

## Umrechnung
- 1 Hide of land = 100 Acres = 40,467 Hektar
- 1 Acre = 0,40467 Hektar